# Boniface de Bruxelles
Pour les articles homonymes, voir Saint Boniface.

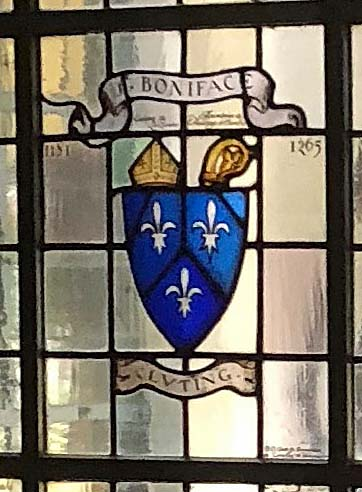
Dans le cloître de l'abbaye de la Cambre

Saint Boniface de Bruxelles, également connu comme Boniface de Lausanne, né le 5 juin 1181 à Coudenberg (Bruxelles) et décédé le 19 février 1260 à l'abbaye de la Cambre (Bruxelles), est un théologien et saint catholique du Brabant, qui fut évêque de Lausanne durant 8 ans (1231-1239). Il est fêté le 19 février.

## Jeunesse et études
Premier enfant d’orfèvres bruxellois, Boniface Clutinc montra très tôt une grande disposition à l’étude, ce qui fit que, après avoir suivi la formation de l’école collégiale de Saint-Gudule à Bruxelles (alors simple doyenné du diocèse de Cambrai), le clergé l’envoya à Paris (1198) pour des études plus poussées. Il avait 17 ans. Il y devient maître ès Arts et docteur en Théologie; Boniface est ordonné prêtre. Des bancs de l'étudiant il passe immédiatement à la chaire du maître: il enseigne à l'université de Paris tout en étant nommé chanoine de Sainte-Gudule à Bruxelles (sans doute même doyen du chapitre), où il revient régulièrement.

## Professeur à Paris etCologne
Pendant plusieurs années, Boniface enseigne la théologie à l’université de Paris. En 1229, durant le carnaval, une querelle de taverne oppose les étudiants à la prévôté. Les choses tournent mal et il y a des morts. L'université ferme, et les étudiants sont renvoyés chez eux. Les professeurs se dispersent dans d’autres villes. Boniface se rend à Cologne attiré par la réputation du dominicain Albert le Grand qui y enseigne. L’évêque du lieu lui offre le poste d'écolâtre à l’école cathédrale, ce que Boniface accepte. Il y reste deux ans : 1229-1231.

## Évêque de Lausanne
Le diocèse de Lausanne était vacant depuis deux ans. Pour des questions d’argent, les chanoines ne s’entendaient pas sur le nom d’un successeur à l’évêque défunt. Lassé, le pape Grégoire IX imposa le nom de Boniface homme honnête et bien lettré  dont la réputation de sagesse et de justice était parvenue jusqu’à lui. Boniface est d’abord bien accueilli par le chapitre qui l'intronise en mars 1231. Cependant, lorsqu'il s’engage sur la voie des réformes et d’un retour à une plus grande simplicité de vie — le chapitre possédait des biens considérables et les chanoines appartenaient à des familles nobles et influentes du pays — il se crée de sérieuses inimitiés. Par contre son austérité personnelle et son zèle apostolique (il visitait régulièrement les paroisses) lui gagnent la sympathie du peuple chrétien. Tout en étant zélé et droit, il manque cependant de diplomatie et de tact. Il se trompa sérieusement lors d'une enquête pontificale sur les agissements de l’archevêque de Cologne.
Dans l'interminable conflit qui oppose l'empereur à la papauté, Boniface est clairement du côté de Rome, ce qui fait qu’aucun soutien politique ne l'assiste dans sa tentative de réforme du clergé.
Vers la fin de 1238, il échappe à un attentat organisé par des membres de son clergé qu'il avait violemment pris à partie pour leur conduite sacrilège et scandaleuse. C'en est trop pour lui, d’autant plus que le parti des mécontents augmente. Boniface se rend à Rome pour donner sa démission, acceptée à grand regret par le pape (1239) qui lui offre en vain un autre évêché.

## Retraite à l'abbaye de la Cambre

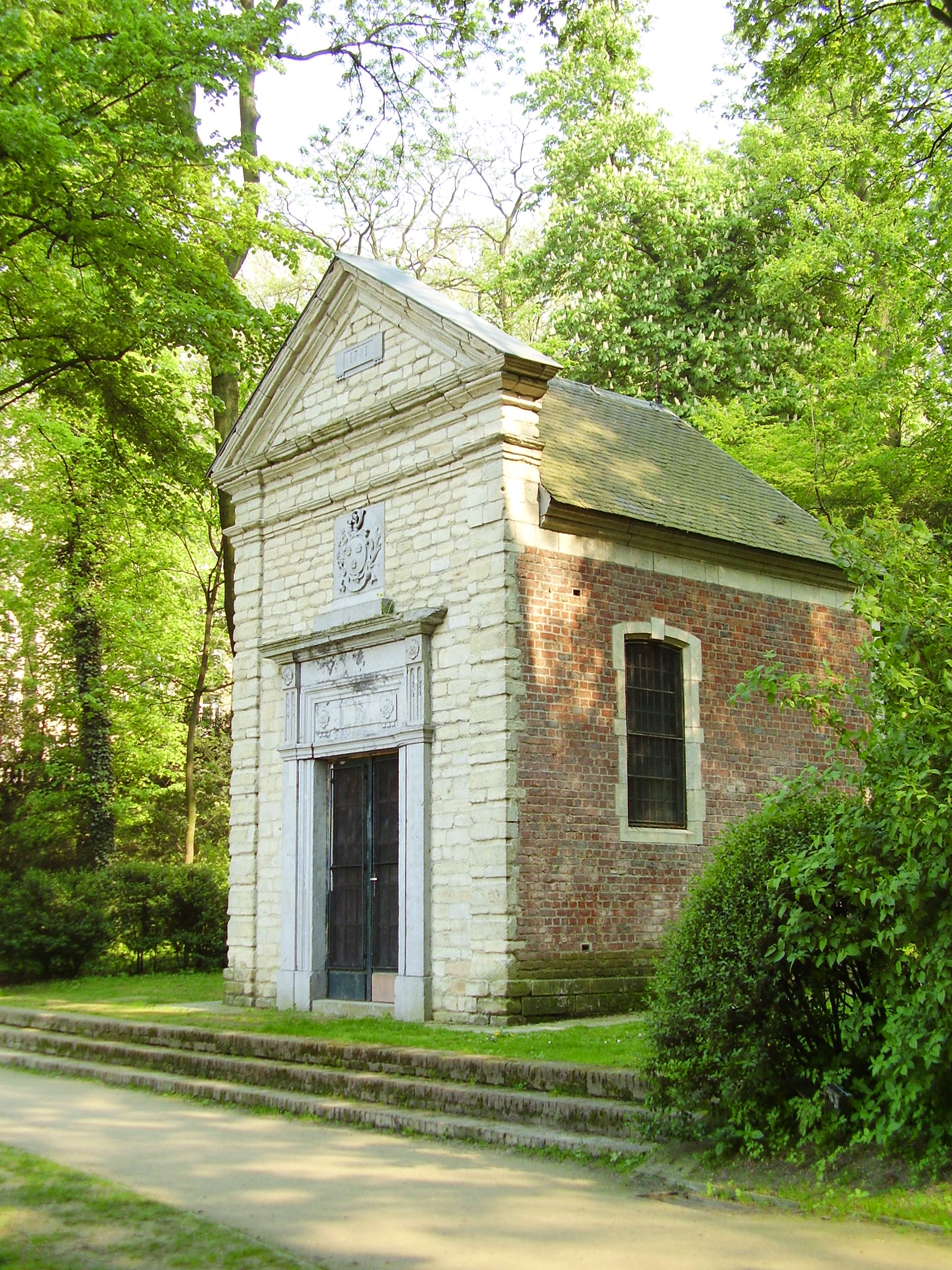
Chapelle St Boniface à La Cambre

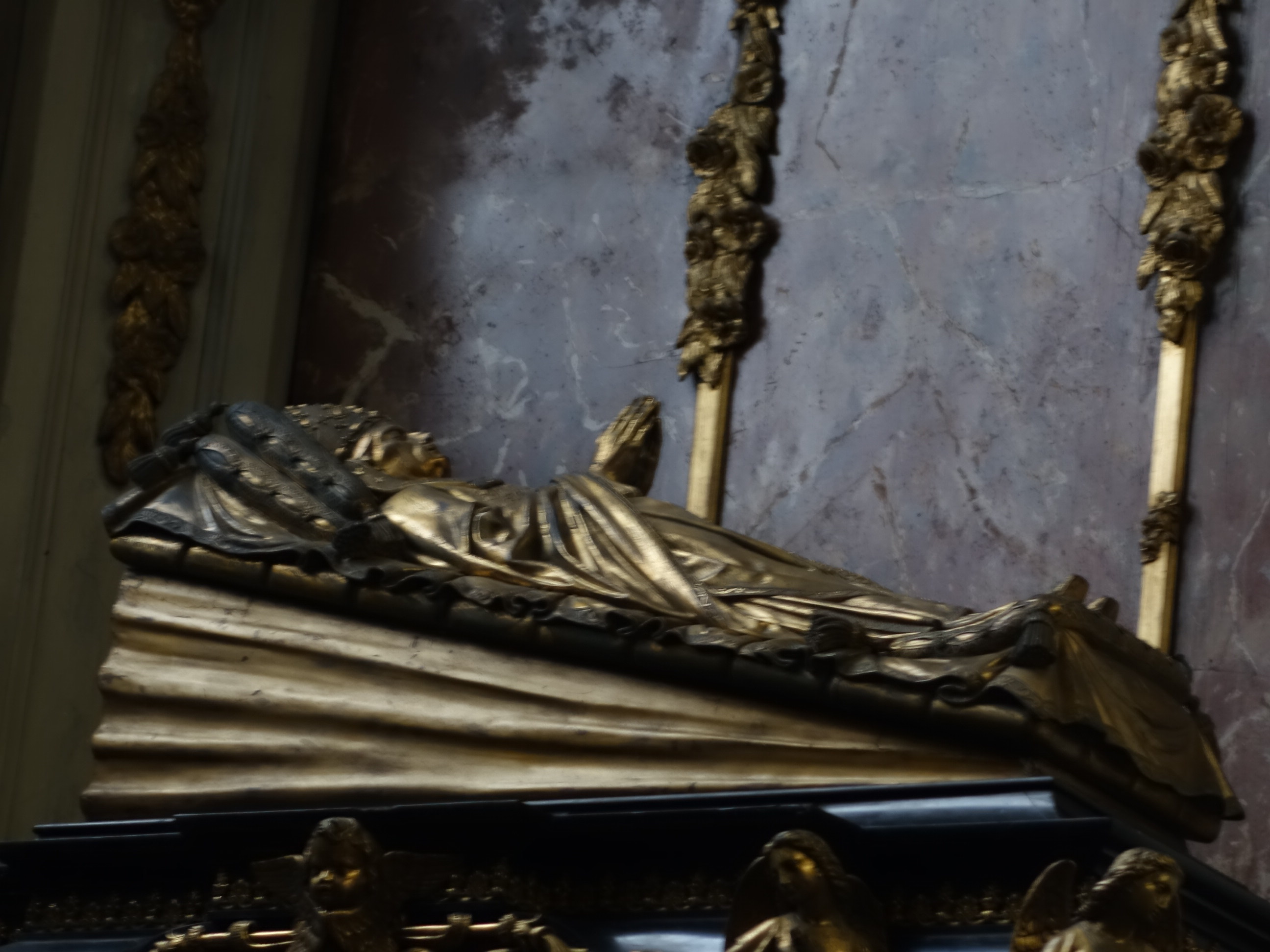
Châsse de Saint Boniface

À 57 ans, Boniface rentre à Bruxelles et s'installe pour un temps (sans doute deux ans) près de sa chère collégiale de Sainte-Gudule. Cependant, à l'invitation pressante de Marguerite de Biest (abbesse), il se fixe auprès des moniales cisterciennes de l’abbaye de la Cambre récemment fondée. Bien que ‘démissionnaire’ (un fait très rare à l'époque) l'évêque Boniface accepte d’aider l’évêque de Liège, Robert de Thourotte, dans la visite et l’administration de son vaste diocèse. Il est souvent envoyé résoudre de délicats conflits d’autorité ecclésiastique. Sa réputation de sagesse, de justice et de sainteté le précède et est son principal atout. Des documents anciens le mentionnent également comme consacrant des églises, participant à des synodes, présidant des cérémonies. Mais cela ne l'empêche pas de s'adonner à une vie de prière intense, ce qui était son désir le plus cher. Il vécut ainsi ses 18 dernières années à l'abbaye de la Cambre où il mourut le 19 février 1261. Il sera enterré dans l’église abbatiale.

## Vénération et reliques
Boniface fait l'objet d'une vénération dès après son décès en 1261, mais sans bénéficier immédiatement de l'approbation officielle de la part de l'Église. Selon les historiens Aubert et Simon, c'est le pape Benoît XIV qui lui accorda son statut de saint en 1753, en accordant au diocèse de Lausanne la fête de saint Boniface avec messe et office. Ce privilège fut ensuite étendu par le pape Clément XIII à l'archidiocèse de Malines en 1762. Liturgiquement saint Boniface est commémoré le 19 février.
Des reliques du saint sont conservées dans une chasse en bois du XVIe sièclesur l'autel de la chapelle Saint-Boniface.
Un sarcophage-reliquaire de Saint-Boniface  est également dans l'église Notre-Dame de la Chapelle.

## Toponymes

### Belgique (Ixelles)
- La chapelle Saint-Boniface située au nord du transept de l'église de l'abbaye de la Cambre (Ixelles).
- La paroisse Saint-Boniface et son église Saint-Boniface (Haut-Ixelles).
- Le quartier Saint-Boniface, aux alentours de l'église Saint-Boniface, aux nombreuses façades Art nouveau.
- La place Saint-Boniface et la rue Saint-Boniface face à l'église Saint-Boniface.
- L’Institut Saint-Boniface Parnasse, école primaire et secondaire située à Ixelles.